# Мудра
Мудра (санскрт: печат, белег, знак, гест; радостан дар, благовест) представља посебан положај прстију и руку који се користи за успостављање унутрашње равнотеже и исцељивање. Иако неке од њих могу укључити цело тело, већина се изводи помоћу руку и прстију, због чега су мудре низ симбола или положаја чијим се практиковањем енергији ослобађа пут кроз енергетске телесне канале и на тај начин се постиже оптимално здравље.
Иако није у потпуности разјашњено где је тачно настао овај систем гестова, утврђено је ипак да су се њиме користиле све древне културе. У складу са тим, заступљен је у различитим верским праксама, као што су будизам, хиндуизам, хришћанство, као и у земљама са богатом културном традицијом, попут Индије, Кине, Јапана, Тибета, Индонезије и Египта.

## Мудра – језик мудрости
Мудре можемо посматрати као тихи језик преко кога тело комуницира са умом у циљу постизања савршене равнотеже. Током извођења одређене мудре, мозак преко нервних завршетака у прстима прима јединствену поруку и затим делује у складу са њом. Из тог разлога, мудрама се приписују многобројна терапеутска и исцелитељска својства. Бројна сведочанства о лековитом деловању мудри на здравље дуго су третирана као плацебо ефекат. Међутим, једно од истраживања везано за рад мозга чији су резултати објављени 2009. године у часопису Америчке академије наука показало је да се током извођења мудри активирају одређени центри у мозгу, те не може бити речи о плацебу.

## Исцељујућа моћ мудри
Мудраци и лекари старог Истока сматрали су да шака (као и стопало) представља место концентрације животне енергије (прана). Због тога, ако на одређени начин делујемо на длан, ту енергију можемо да стимулишемо, да је прерасподелимо у организму, да би га прочистили, спречили настанак болести, или повратили здравље. 
Верује се да изузев повреда и болести које захтевају хируршки захват, мудрама се може третирати већина познатих обољења. Уз помоћ ове методе може се ојачати имунитет, побољшати расположење, осигурати квалитетан сан, надокнадити изгубљена енергија, појачати концентрација, ефикасно се ослободити физичке или психичке боли и постићи савршена духовна равнотежа.

## Извођење мудри
Мудре се могу изводити у свим положајима, лежећи или седећи, као и у свим приликама када околности то допуштају. Ипак, опуштање у миру и тишини свакако је ефикасније када је у питању опоравак и излечење, због чега је препоручљиво да се заузме један од положаја за медитацију и да се одабрана мудра изводи с рукама положеним на бедра. Зависно од тегобе или обољења, бира се врста мудре, начин њеног извођења, као и време које је потребно издвојити за вежбу. Раде се са обе руке истовремено, у трајању од 3 до 45 минута, лаганим додирима прстију, и уз ослањање на унутрашњи осећај. Као и при свакој другој терапији, лакше и пролазне тегобе захтевају краћи свакодневни третман, за разлику од тежих поремећаја и обољења, које је нужно потребно свакодневно третирати у целокупном трајању од 45 минута.

## Врсте мудри

### Apana mudra
Изузетно је корисна за чишћење организма од нагомиланих отрова.
Такође чисти мокраћне канале, уклања опстипацију и надутост, а делотворна је и код свих инфекција.

### Apana Vayu mudra
Позната и као спаситељица живота, ова мудра помаже код болести срца, може умањити последице срчаног удара, а верује се и да дословце спасити живот.
Уопштено, повећава виталност, опушта мишиће и ефикасно уклања бол.

### Vata Karak mudra
У питању је мудра која брзо враћа изгубљену енергију, подмлађује, јача имунитет, помаже код смиривања стреса и нервозе, недостатка ентузијазма, поремећаја спавања и заборавности.
Корисна је у третману високог крвног притиска и атеросклерозе, проблема с циркулацијом, те упалних процеса, обољења желуца и црева, такође и код болних менструација, отежаног мокрења или пецкања при мокрењу. 

### Prithvi mudra
Поред тога што ефикасно отклања хронични умор, ова мудра убрзава зарастање костију, помаже код остеопорозе, артритиса и атрофије мишића, особито у третману парезе или парализе.
Делотворна је је и код алергија, проблема са сувом и испуцаном косом, ломљивим ноктима, у смиривању грознице, третману улкуса, те код неплодности и импотенције.

### Gyan mudra
Ова мудра генерално јача ум, изазива позитивне емоције и доводи до просветљења.
Врло је ефикасна у третману бројних поремећаја нервног система.
Помаже код церебралне парализе, неуритиса, неуропатија, Алцхајмерове болести, мултипла склерозе и свих врста парализа, а показала се корисном и у третману дијабетеса.